# Aeródromo Calpulli
El Aeródromo Calpulli (OACI: SCPL) es un terminal aéreo ubicado cerca del poblado de Paillaco, Provincia de Valdivia, Región de Los Ríos, Chile. Es de propiedad privada.